# Соня Німр
Соня Німр (араб. سونيا نمر; нар. 1955, Джанін) — палестинська письменниця, оповідачка, перекладачка, етнограф і науковиця. Авторка творів для дітей і молоді арабською й англійською мовами, оповідачка народних казок розмовною арабською мовою. Лавреатка премії Etisalat 2014 року з арабської дитячої літератури за найкращу книгу для молоді «Надзвичайні подорожі до невідомих місць». Доцентка філософії та культурології в Бірзейтському університеті.

## Біографія
Народилася 1955 року у Джаніні, де здобула початкову та середню освіту. Вступила до Бірзейтського університету, де приєдналася до групи студентів, які боролися проти ізраїльської окупації. 1975 року, на другому курсі, ізраїльські військові заарештували її за політичну активність і засудили до трьох років ув'язнення в ізраїльській в'язниці. У в'язниці зацікавилась написанням книжок для дітей. Пізніше переїхала до Великої Британії, де 1990 року здобула ступінь доктора філософії з усної історії в Ексетерському університеті. 1986 року почала писати, працюючи співробітником з питань освіти в Музеї людства в Англії. Її першим доробком стали перекази палестинських народних казок, які вийшли друком арабською мовою. У роки перебування у Великій Британії, Німр зіткнулася з різними поглядами на арабських жінок. Вона сказала, що це одна з головних причин того, що більшість героїв її історій — жінки та дівчата, щоб боротися зі стереотипами та розширювати можливості арабських дівчат. Мама прищепила їй любов до творчості і політичної активності, що пов'язує фемінізм і національне визволення: «Якщо ми звільнимо жінок, це буде кроком до звільнення Палестини».
Після повернення додому 1990 року знову потрапила до в'язниці. Свої перші два оповідання для дітей написала під час ув'язнення, але її твір конфіскували наглядачі. Вона використала досвід як активістки й ув'язненої у своїх творах, а публічні виступи як письменниці, щоб говорити про Палестину та зони бойових дій. Німр розповіла про фізичні, психологічні та сексуальні тортури жінок-в'язнів в ізраїльських в'язницях, а також про опір жінок-в'язнів, у якому вона також брала участь.
Пишучи англійською й арабською мовами, розглядає свої твори як місію від імені палестинських дітей, а також для всіх дітей, які живуть у зонах конфлікту. Висловлювала інтерес «розвитку їхньої уяви та підтримка зв'язку з культурною спадщиною». У своїй роботі над народними казками намагається «переписати» історії для дітей, оскільки вони спочатку були призначені для дорослих, «зберігаючи дух, магію». Використання розмовної мови в написанні викликало деякі суперечки, оскільки видавці хочуть продавати книги на багатьох ринках арабомовного світу, а стандартна арабська мова є формою, яка зазвичай використовується в письмовій формі.
Вперше отримала визнання за свою книгу 2003 року «A Little Piece of Ground», написану спільно з Елізабет Лейрд, яка розповідає історію окупованого Західного берега Йордану очима 12-річного хлопчика. Написана англійською мовою, а потім перекладена арабською, кількома європейськими мовами та японською. 2004 року здобула номінацію на медаль Карнегі у Великій Британії та включена до Почесного списку IBBY. Її книга 2004 року «Історія, яка починається і закінчується брехнею» також потрапила до Почесного списку IBBY. 2007 року «Ghaddar the Ghoul and other Palestinian Stories» вийшла англійською мовою. Наступним міжнародним успіхом стала книга «Дивовижні подорожі до дивних країн», опублікована 2013 року та перекладена кількома мовами. 2014 року отримала премію Etisalat з арабської дитячої літератури за найкращу книгу для молоді та потрапила до Почесного списку IBBY 2014 року. Книгу описали як «феміністичний байковий плюс історичний роман… для різного віку». 2017 року вийшла перша частина запланованої фентезі-трилогії для молоді, «Буревісник» — пригодницька подорож у часі Нур та її друга XVI століття Андаліба, які намагаються дістатися до Єрусалиму та врятувати світ. 2020 року пригоди вийшли англійською мовою у перекладі Марсії Лінкс Куейлі. «Буревісник» увійшов до короткого списку премії Etisalat for Arabic Children Literature 2017 року. Авторка кілька разів ставала номінанткою Меморіальної премії Астред Ліндґрен.
Живе в Рамаллі, працює на факультеті культурології в Бірзейтському університеті.

## Нагороди
- 2003: Номінація на медаль Карнегі / A Little Piece of Ground
- 2004: Почесний список IBBY / A Little Piece of Ground
- Премія Etisalat 2014 року за найкращу книгу для молоді з арабської дитячої літератури / Чудові подорожі до дивних країн
- 2014; Почесний список IBBY / Чудові подорожі до дивних країн
- 2017: Etisalat Award for Arabic Children's Literature Найкращий список для найкращої молодіжної книги / Буревісник[18]
- 2018: Дитяча книжкова премія Шарджі, для молоді / Буревісник
- 2018: Короткий список на Книжкову премію шейха Заїда / Буревісник